# Эспенау
Эспенау (нем. Espenau) — община в Германии, в земле Гессен. Подчиняется административному округу Кассель. Входит в состав района Кассель.  Население составляет 4883 человека (на 31 декабря 2010 года). Занимает площадь 13,59 км².